# Ушаков Володимир Андрійович
Ушаков Володимир Андрійович (11 листопада 1929, Камінь-на-Обі — ?) — український скульптор, спортивний діяч російського походження.

## Біографія

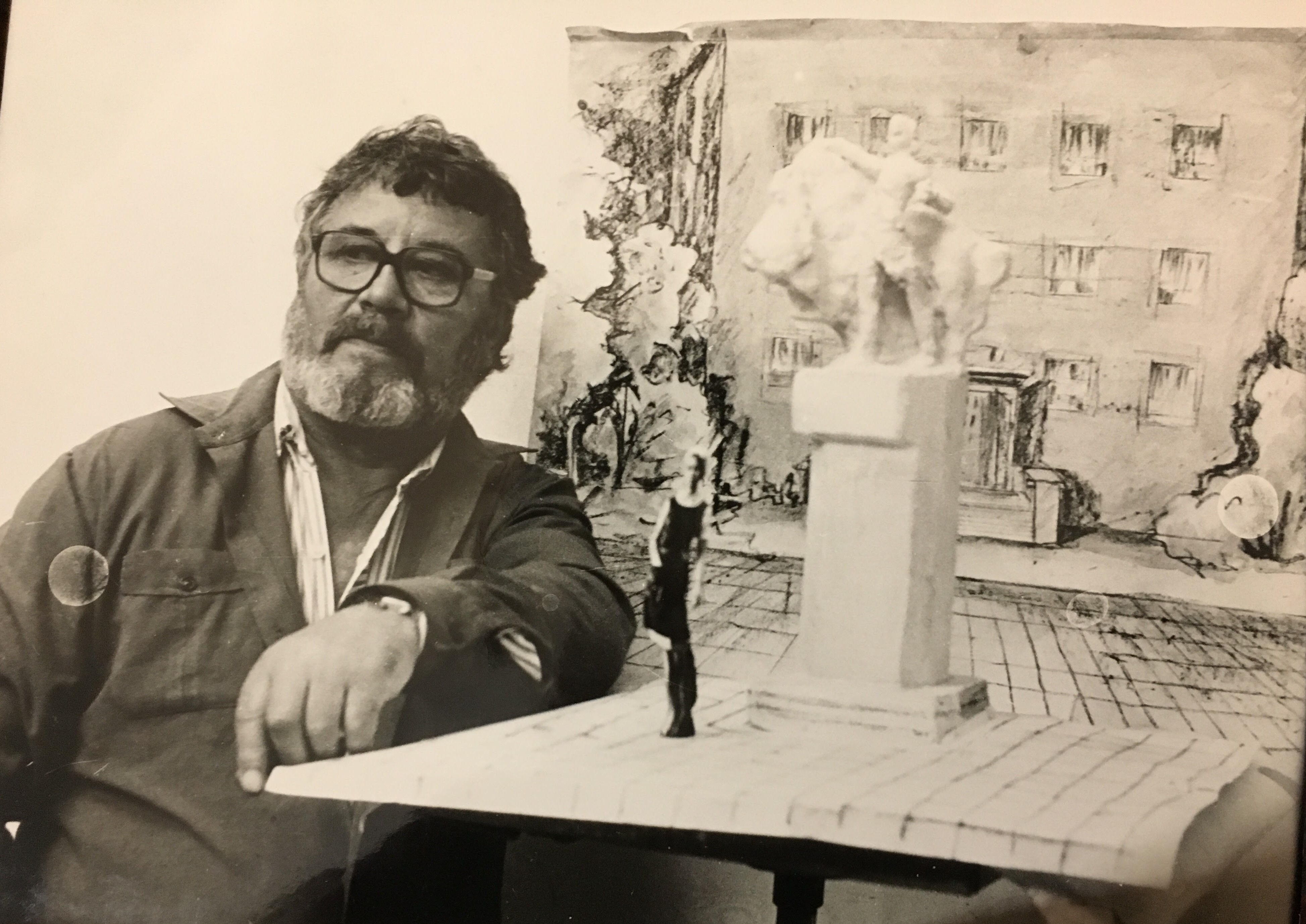
В. Ушаков (зрілі роки)

Народився 11 листопада 1929 в місті Камінь-на-Обі. У 1967 році закінчив відділ художньої кераміки Львівського інституту декоративного і прикладного мистецтва. Серед викладачів з фаху — Михайло Гладкий, Іван Гуторов, Іван Севера, Дмитро Крвавич, Олександр Пилєв, Олена Телішева.
Автор станкових і монументальних робіт, а також медалей (зокрема, бронзові ювілейна медаль до 100-річчя Лесі Українки, медалі пам'яті Олександра Гріна, Ернеста Гемінґвея, усі — 1971, Жана Жака Елізе Реклю, 1973). Брав участь в обласних, республіканських, всесоюзних та міжнародних виставках. Член Національної спілки художників України з 1978 року.
Майстерня скульптора розташовувалась на вулиці Франка. 
Роботи
- Триптих «Леся Українка» на львівському ВО «Автонавантажувач» (1971, в тому числі барельєф поетеси, бронза)[7]
- Пам'ятники загиблим у Другій світовій війні в селах Паликорови (1972, архітектор Анатолій Консулов)[8], Дорогиничі (1974)[9], Середпільці (1976), Тетевчиці (1977, архітектор Олександр Матвіїв)[10], Березівка Львівської області (1980)[11], Сморжів Львівської області (1980, архітектор Андрій Шуляр)[10].
- Пам'ятник прикордоннику Гуденкові (1976)[2].
- Погруддя Олександра Гріна (1976)[2].
- Погруддя Олександра Блока (1976)[2].
- «Олександр Блок» (1977, тонований гіпс, 50×55×60)[4].
- «Рибалка» (1977, шамот, 37×30×35)[4].
- «Хосе Марті» (1977, бронза, діаметр 24)[4].
- «Фідель Кастро» (1977, бронза, 31×24)[4].
- «Сергій Єсенін» (1976, бронза, діаметр 24)[4].
- «Союз»-«Аполлон», медаль (1976, бронза, діаметр 27)[4].
- «Євтушенко», медаль (1977, бронза, діаметр 24)[4].
- «Олександр Грін», медальйон (1976)[2].
- «Ернест Хемінгуей», медальйон (1976)[2].
- «Підпільник» (1977, тонований гіпс, 58×65×40)[12].
- «Вогні Жовтня», медаль (1978, бронза, діаметр 28)[12].
- «Ромен Роллан» (1980, тонований гіпс, 60×30)[13].
- Портрет Костянтина Паустовського (1982, тонований гіпс, 55×41×25)[14].
- Портрет почесного громадянина м. Львова, ветерана Радянської Армії полковника Г. М. Масейчука (1982, тонований гіпс, 70×65).[14]
- Медаль на честь В. Шукшина (не пізніше 1991).[5]
- Серія медалей «Художники світу» (не пізніше 1991).[5]